# Bitva u Lewes
Bitva u Lewes (anglicky Battle of Lewes) byla jednou ze dvou hlavních bitev druhé války baronů. Odehrála se 14. května 1264 u Lewes v Sussexu. Byla největším úspěchem velitele baronských sil Simona de Montfort, protože se po ní stal nekorunovaným králem Anglie.
Bitva byla vyvrcholením sporů mezi anglickým králem Jindřichem III., který odvolal svůj původní souhlas s Oxfordskými ustanoveními, které dříve podepsal, a vzbouřenými barony vedenými Simonem de Montfort. Král se svou pěchotou tábořil u převorství St Pancras, zatímco princ Eduard tábořil se svou jízdou asi dva kilometry na sever u Leweského hradu. Noční pochod umožnil Montfortovým silám Eduarda překvapit a zaujmout výhodnější pozici na kopci, nedaleko Lewes a připravit si lepší pozici pro bitvu.
Královské síly měly asi dvojnásobnou převahu. Na pravém křídle zaujalo pozici Eduardovo jezdectvo, síly vedené královým bratrem Richardem Cornwallským tvořily levé křídlo a král Jindřich velel silám v centru vojenského uskupení. Eduard vyvedl své vojáky od hradu a v počáteční fázi boje dosáhl úspěchu. Poté začal pronásledovat severní křídlo baronského vojska a ztratil možnost dosáhnout celkového vítězství. Mezitím Montfort porazil zbytky královské armády vedené Jindřichem a jeho bratrem. Poté, co poznal, že je poražen, snažil se Richard Cornwallský zachránit v převorství. Nebyl schopen dorazit až do něj a tak se ukryl v blízkém větrném mlýnu, kde byl ale brzy odhalen. Všichni tři královští velitelé byli zajati, uvězněni a Montfort se tak stal de facto vládcem Anglie.
Král byl donucen podepsat dohodu z Lewes. I když se tento dokument nedochoval, zdá se jisté, že Jindřich byl nucen akceptovat Oxfordská ustanovení a Eduard se stal rukojmím baronů. Montfortova neomezená vláda ale neměla dlouhého trvání. Eduardovi se podařilo v první polovině roku 1265 uniknout z vězení, postavil se do čela královského vojska a 4. srpna 1265 v bitvě u Eveshamu Montforta porazil.